# Auguste Couvreur

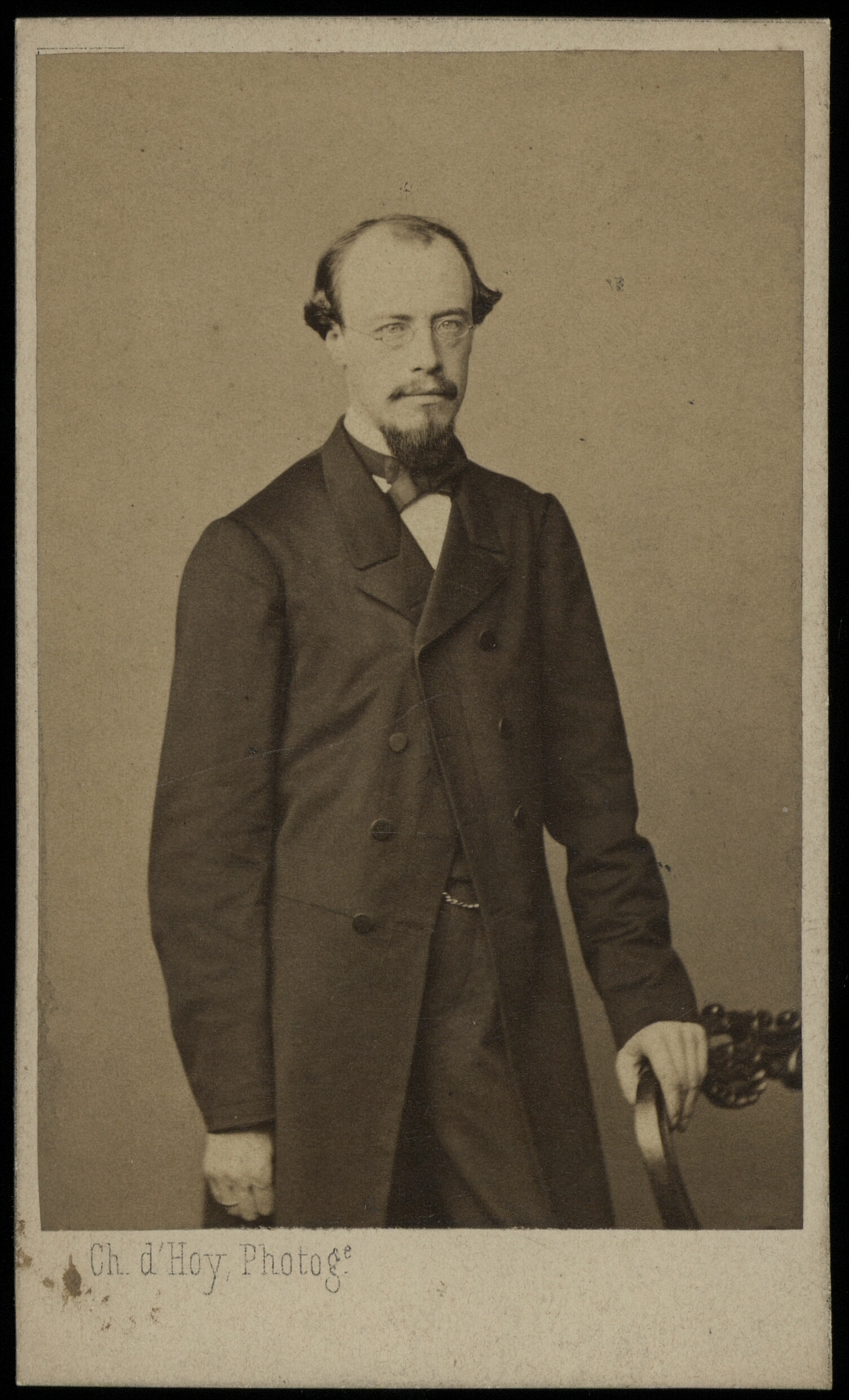
Auguste Couvreur

Auguste Pierre Louis Couvreur (Gent, 24 oktober 1827 - Elsene, 23 april 1894) was een Belgisch liberaal volksvertegenwoordiger.

## Levensloop
Couvreur was de zoon van de textielindustrieel Louis Couvreur en van Jeanne Van Maldeghem. Hij was opeenvolgend getrouwd met Hélène Corr en met Jessie Huybers.
In 1846 behaalde hij een diploma filosofie aan de Rijksuniversiteit Gent en in 1847 studeerde hij verder aan het Collège de France en de Sorbonne. In 1948 werd hij secretaris van de prefect in het departement Hérault en bleef dat tot 1849. Terug in België werd hij medewerker van de krant L'Indépendance Belge (1854-1894) en correspondent in Brussel van The Times. Hij was ook bij andere activiteiten betrokken:
- In 1855 werd hij lid van de vrijmetselaarsloge Les Amis Philanthropes nº 1 en werd tussen 1871 en 1873 grootmeester van het Grootoosten van België. In 1877 werd hij voor een tweede keer verkozen voor een driejarig mandaat,
- stichter en secretaris van de Association pour la Réforme douanière (1854-1860),
- medestichter van de Association internationale pour le Progrès des Sciences Sociales in Brussel (1862-1877),
- lid van het Comité voor de Verbetering van het lot van de arbeidersklas (1863),
- secretaris-generaal en daarna voorzitter van de Association pour l'Enseignement professionnel pour Jeunes Filles,
- bestuurslid van de Normaalschool in Brussel,
- voorzitter van de Ligue de l'Enseignement.

Hij werd in 1864 verkozen tot liberaal volksvertegenwoordiger en behield dit mandaat tot in 1884. Van 1881 tot 1884 was hij ondervoorzitter van de Kamer.